# Valóvico
Valóvico (em latim: Vallovicus) foi um oficial romano de origem germânica que esteve ativo no final do século IV ou começo do V. É citado em 405, quando era conde, quando o bispo Paládio da Galácia encontrou-se com sua filha Venéria perto de Roma. Devido a similaridade gráfica, os autores da PIRT sugerem que talvez seja o conde dos domésticos Alóbico, que esteve ativo no mesmo período.